# Phryganea miocenica
Phryganea miocenica is een fossiele soort schietmot uit de familie Phryganeidae.